# Parafia św. Jadwigi Śląskiej w Karpnikach
Parafia św. Jadwigi Śląskiej w Karpnikach – parafia rzymskokatolicka w dekanacie mysłakowickim w diecezji Legnickiej. Jej proboszczem jest ks. Ireneusz Kościk.

## Proboszczowie po 1945 roku
Źródło:
1. ks. Stanisław Grabowski 1945–1952
2. ks. Antoni Ludwik 1952–1958
3. ks. Stanisław Gozdek 1958–1958
4. ks. Władysław Lupa 1958–1959
5. ks. Władysław Wolny 1959–1961
6. ks. Tadeusz Harmata 1961–1974
7. ks. Paweł Chudy 1974–1986
8. ks. Maciej Józefowicz 1986
9. ks. Michał Potaczało 1986–1987
10. ks. Edward Wilk 1987–1990
11. ks. Mieczysław Panońko 1990–1992
12. ks. Zenon Stoń 1992–1996
13. ks. Marek Mikicionek 1996–1999
14. ks. Hieronim Hiczkiewicz 1999–2011
15. ks. Marek Skolimowski 2011–2011 (opuścił parafię w 2013)
16. ks. Erwin Jaworski 2011–2014
17. ks. Ireneusz Kościk 2014–nadal